# Xanca del Tapajós
La xanca del Tapajós (Myrmothera subcanescens) és una espècie d'ocell de la família dels gral·làrids (Grallariidae).

## Hàbitat i distribució
Habita les espesures de bambú, el terra del bosc del sud de l'Amazònia de Brasil.

## Taxonomia
Aquesta espècie ha estat considerada per molts autors una subespècie de la xanca campanera (M.campanisona). Modernament alguns autors la consideren una espècie de ple dret arran recents estudis.